# 駒井千佳子
駒井 千佳子（こまい ちかこ、1965年9月7日 - ）は、日本の芸能リポーターである。血液型B型。
株式会社KOZOクリエイターズに所属している。

## 人物・来歴
山梨県出身。フェリス女学院短期大学卒業後、テレビ朝日甲府支局に入社。記者兼リポーターを務める。同支局退社後は、『スーパーワイド』（TBSテレビ）の芸能リポーターに転身。
タレントの密着取材や相撲の若乃花・貴乃花らの取材からオウム真理教事件の取材まで多岐に渡り取材してきたが、ジャニーズ好きが高じて、ジャニーズネタを得意とするようになった。「ジャニーズ以外に興味はない」と断言するほどのジャニーズ好きである。
2002年3月7日に当時『スーパーモーニング』（テレビ朝日）の芸能デスクだった中島亨兵と結婚するも、2004年5月に離婚。
『情報ライブ ミヤネ屋』（読売テレビ）においては、日本テレビにネットされる以前（2008年3月まで）は専属リポーターが少なかったこともあり、東京から芸能人に対するインタビューなどを自ら行っていた。石川敏男とともに『ザ・ワイド』（日本テレビ）からの事実上の続投である。
時間がある時はずっとオンラインゲーム『刀剣乱舞』をしている。
2023年10月2日に開催されたジャニーズ事務所の記者会見では、ジャニーズ事務所にとって都合の良い記者として、「指名候補リスト」に記載されていた。

## 出演

### 現在

#### テレビ
- ワイドナショー（フジテレビ系）
- 情報ライブ ミヤネ屋 （読売テレビ・日本テレビ系） - 金曜日の芸能担当
- 朝生ワイド す・またん！Zip！ （読売テレビ） - 水曜日、木曜日の芸能担当
- DayDay.(日本テレビ系)
- おはよう朝日 土曜日です（朝日放送テレビ）
- お笑いワイドショー マルコポロリ! (関西テレビ・フジテレビ系)
- キャッチ! (中京テレビ)
- まるごと (静岡第一テレビ)
- news every.しずおか(静岡第一テレビ)
- テレビショッピング「ヒットの裏側ウラドリDX」（地上デジタル放送、BSデジタル放送） - MC

### 過去

#### テレビ
- レッツ!・ザ!情報ツウコーナー「ウワサの地獄耳」（日本テレビ）
- ラジかるッ月曜（日本テレビ）
- 壮絶バトル 花の芸能界（日本テレビ）
- 情報満載 ひるまで!すっぴん!（読売テレビ）
- ザ・ワイド（読売テレビ・日本テレビ）
- なるトモ!木曜（読売テレビ）
- ウラネタ芸能ワイド 週刊えみぃSHOW（読売テレビ）
- あしたの、喜多善男〜世界一不運な男の、奇跡の11日間〜（関西テレビ） - 第6話ゲスト出演
- ぴーかんテレビ（東海テレビ）
- 教えて!ニュースライブ 正義のミカタ（朝日放送テレビ）
- 今日感テレビ（RKB毎日放送）
- PON!（日本テレビ）
- キャスト (朝日放送テレビ)
- 特盛!よしもと 今田・八光のおしゃべりジャングル (読売テレビ)

#### ラジオ
- 谷五郎のOH!ハッピーモーニング（ラジオ関西）

#### ウェブテレビ
- 極楽とんぼKAKERUTV（2018年7月19日、AbemaTV） - 鬼リポーター軍団